# Акадийский полуостров
Акадийский полуостров (фр. La Péninsule acadienne) — полуостров на северо-востоке провинции Нью-Брансуик (Канада). С севера омывается заливом Шалёр, с востока — заливом Святого Лаврентия.
Название полуострова объясняется тем, что абсолютное большинство населения полуострова — франкоязычные франкоакадцы. Полуостров — один из важнейших центров акадийскои культуры. Именно здесь, в городке Каракет, проходит ежегодный акадийский фестиваль, кульминацией которого является торжественное празднование 15 августа — Национального праздника акадийцев  (фр. Fête nationale de l'Acadie).
Некогда главным занятием жителей полуострова была рыбная ловля в промышленных масштабах. В последние десятилетия рыбные запасы значительно сократились. Немалая часть жителей вынуждена была стать сезонными рабочими, работая по несколько месяцев в году на западе Канады, особенно в богатой нефтью провинции Альберта. Значительную роль в экономике полуострова играет туризм. Туристов привлекают морские пляжи с чистой тёплой водой и акадийская культура.

## История
Примерно 3000 лет назад на полуострове обосновались индейцы Микмаки. С 1604 эти земли принадлежат Франции и входят в колонию Акадия. Там появляется малочисленное акадийское население. В XVIII веке Акадия (как и вся Новая Франция) постепенно переходит под английский контроль. После депортации акадийцев 1755 года некоторые беглецы находят убежище на полуострове, но в 1761 Родерик Маккензи (англ. Roderick MacKenzie) депортирует и их. В 1763, после заключения Парижского мирного договора с Францией, весь восток современной Канады окончательно оказывается под английским контролем. Акадийцам разрешено вернуться из изгнания.
С конца XIX века акадийцы активно борются за свои национальные и языковые права. Эта борьба ведётся исключительно мирным путём. Единственным исключением стали трагические события 27 января 1875 в Каракете: жители полуострова протестовали против попытки правительства запретить преподавание французского в школах. Столкновения с полицией перешли в перестрелку, вследствие чего погибли англоязычный полицейский Джон Гиффорд (англ. John Gifford) и молодой акадец Луи Майю (фр. Louis Mailloux). Теперь Луи Майю считается национальным героем, о нём написана пьеса, которую каждое лето играют на театральных подмостках Каракета.

## Языки
Массовые демонстрации 1960-х способствовали тому, что Нью-Брансуик стал единственной официально двуязычной провинцией Канады (франкоязычные составляют около трети населения), однако немало англоязычных жителей ещё и сегодня не знают французский язык, тогда как большинство акадийцев знает английский.
Кое-где сохранились и коренные жители полуострова, говорящие на языке микмак.

## Пресса
На полуострове выходит газета Акад нувель (фр. Acadie nouvelle). Название переводится как Новая Акадия.